# کرسنت هد، نیو ساوت ولز
کرسنت هد (به انگلیسی: Crescent Head) یک شهرک در استرالیا است که در نیو ساوت ولز واقع شده‌است.